# Liste der kaiserlichen Generale der Frühen Neuzeit/R
Legende: * geboren | ~ getauft | † gestorben | ⚔ gefallen | Zu den Rangbezeichnungen siehe auch Generalsränge auf der Startseite.
- Joseph Graf von Rabatta

* um 1662; † 22. August 1738. Laufbahn: 5. August 1703 Generalfeldwachtmeister, 27. März 1710 Feldmarschallleutnant
- Michael Rudolf Graf von Rabatta

* ~ 4. Februar 1636; † 1688. Laufbahn: 26. August 1674 Generalfeldwachtmeister, 30. Oktober 1681 Feldmarschalleutnant, 26. November 1683 General der Kavallerie, 21. Mai 1687 Feldmarschall
- Anton Ignaz Amadeus von Bussy, Graf von Rabutin

* 1682/83; † September 1727. Laufbahn: 12. November 1723 Generalfeldwachtmeister
- Johann Ludwig von Bussy, Graf von Rabutin

* 1642; † 16. November 1717. Laufbahn: 17. Oktober 1686 Generalfeldwachtmeister, 5. Juli 1692 Feldmarschalleutnant, 25. November 1694 General der Kavallerie, 26. Januar 1704 Feldmarschall
- Johann Joseph Wenzel Anton Franz Karl Graf Radetzky von Radetz

* 2. November 1766; † 5. Januar 1858. Laufbahn: 1. September 1805 mit Rang vom 24. Februar 1804 Generalmajor, 1. Juni 1809 mit Rang vom 27. Mai 1809 Feldmarschalleutnant, 18. Februar 1829 General der Kavallerie, 17. September 1836 Feldmarschall, 28. Februar 1857 im Ruhestand
- Julius Cäsar Graf von Radicati

⚔ bei Lobositz 1. Oktober 1756. Laufbahn: 5. Juli 1745 Generalfeldwachtmeister, 1754 mit Rang vom 10. August 1752 Feldmarschalleutnant
- Paul Freiherr von Radivojevich

* um 1758; † 13./15. Juli 1829. Laufbahn: 2. April 1807 mit Rang vom 8. Juni 1805 Generalmajor, 25. August 1809 Feldmarschalleutnant, 18. Februar 1829 Feldzeugmeister
- Demeter Freiherr Radossevich von Rados

* Juli 1767 Medak; † 4. Juni 1835 Wien. 10. August 1813 Generalmajor, 17. Dezember 1829 Feldmarschalleutnant
- Johann Claudius Graf von Raigecourt

* 1690; † 1761. Laufbahn: 17. Oktober 1745 Generalfeldwachtmeister
- Karl Graf von Raigecourt

* 1770; † 19. April 1841. Laufbahn: 15. Juli 1812 Generalmajor, 8. Oktober 1823 Feldmarschalleutnant, 9. Mai 1832 im Ruhestand
- Maximilian Rakitievich von Toplicza

† 3. August 1810. Laufbahn: 12. März 1802 mit Rang vom 27. Februar 1802 Generalmajor, 1807 im Ruhestand
- Martin Freiherr Rakovszky von Nagy-Rákov

* 17. Dezember 1754; † 25. April 1828. Laufbahn: 15. Juli 1812 Generalmajor, 7. Oktober 1815 im Ruhestand
- Leopold von Rambschüssel

* ?; † ?. Laufbahn: 21. August 1655 Generalfeldwachtmeister (Titel)
- Don Miguel de Ramon y Tord

* ?; † ?. Laufbahn: 24. Juni 1727 Feldmarschalleutnant
- Johann Christoph Freiherr Ranfft von Wiesenthal

† 1660. Laufbahn: 15. Januar 1659 Generalfeldwachtmeister
- Johann Georg Freiherr von Rantzau

† 1705. Laufbahn: 5. Oktober 1702 Generalfeldwachtmeister
- Josias Breide Freiherr von Rantzau

* ?; † ?. Laufbahn: 15. Juli 1701 Generalfeldwachtmeister
- Leopold Graf von Rantzau

* ?; † ?. Laufbahn: 22. (19. ?) August 1751 Generalfeldwachtmeister
- Karl Ernst Graf von Rappach

* 3. März 1649; † 19. Juli 1719. Laufbahn: 24. Januar 1700 (25. Februar 1702?) Generalfeldwachtmeister (Titel), 25. Februar 1704 Generalfeldwachtmeister, 20. Mai 1708 mit Rückwirkung vom 25. Dezember 1705 Feldmarschalleutnant, 6. April 1711 Feldzeugmeister, 7. Mai 1717 Feldmarschall
- Claudio Rasino, Principe di San Maurizio

* ?; † ?. Laufbahn: 19. Januar 1719 Feldmarschalleutnant, 24. August 1720 Feldzeugmeister
- Lorenz Bernhard August Freiherr von Rasp

* September 1724; † 14. November 1791. Laufbahn: 19. Januar 1771 mit Rang vom 2. Februar 1760 Generalmajor, 25. April 1775 mit Rang vom 25. August 1773 Feldmarschalleutnant
- Otto Heinrich Freiherr von Rath

* ?; † ?. Laufbahn: 28. Mai 1768 mit Rang vom 28. Juli 1759 Generalfeldwachtmeister
- Paul Freiherr Rauch von Nyék

† 19. Oktober 1815. Laufbahn: 1. Mai 1773 mit Rang vom 4. Mai 1765 Generalmajor
- Joseph Freiherr von Rechbach auf Mederndorf

† 24. Dezember 1813. Laufbahn: 16. Januar 1790 mit Rang vom 26. November 1789 Generalmajor, 1801 im Ruhestand
- Maximilian Daniel Freiherr von Rechbach auf Mederndorf[1]

* 5. Februar 1705; † 30. Juli 1764. Laufbahn: 25. Februar 1758 Generalfeldwachtmeister, 16. Mai 1764 Feldmarschalleutnant
- Mathias Freiherr Rebrovich von Razboj

* 1756; † 26. Dezember 1830. Laufbahn: 6. August 1810 Generalmajor, 11. Mai 1820 im Ruhestand
- Maximilian Ludwig Graf von, Freiherr von Kranichfeld Regal

* 11. Januar 1668; † 13. August 1717. Laufbahn: 12. Mai 1705 Generalfeldwachtmeister, 20. April 1708 Feldmarschalleutnant, 17. Mai 1716 Feldzeugmeister
- Viktor Freiherr von Regenthal

† 22. September 1800. Laufbahn: 10. April 1783 mit Rang vom 11. Mai 1783 Generalmajor
- Bernhard Otto Freiherr von Rehbinder

* 21. November 1662; † 12. November 1743. Laufbahn: 20. November 1704 Feldmarschalleutnant, savoy. Feldmarschall
- Karl Friedrich von Reich

† 1647 (verw. vor Marburg?). Laufbahn: 14. Mai 1647 Generalfeldwachtmeister
- Benedikt Joseph Christoph Aloys Freiherr Reichlin von Meldegg

* 29. August 1752; † 24. Oktober 1823. Laufbahn: 26. Juli 1813 Generalmajor, 8. Oktober 1823 im Ruhestand
- Franz Joseph Anton Freiherr Reichlin von Meldegg

* 1703; † 6. September 1764. Laufbahn: 15. April 1753 Generalfeldwachtmeister
- Hans Heinrich Freiherr von Reinach

* 22. August 1589; † 4. August 1645. Laufbahn: 9. Februar 1632 bayrischer Generalwagenmeister, 15. Januar 1634 Feldmarschalleutnant, 1632 kaiserlicher Feldmarschalleutnant (?), 1. Oktober 1634 Feldzeugmeister
- Franz von Reinhard

* ?; † ?. Laufbahn: 15. April 1758 Generalfeldwachtmeister
- Ferdinand von Reinhardt

† 17. Oktober 1842. Laufbahn: 26. April 1809 Generalmajor, 12. September 1813 Feldmarschalleutnant, 1814 im Ruhestand
- Adrian Joseph Ritter Reinwaldt von Waldegg

* 1749; † 25. März 1825. Laufbahn: 15. August 1808 Generalmajor, 26. Juli 1813 Feldmarschalleutnant
- Franz Josef Johann Nepomuk Fidel Freiherr von Reischach[2]

* 13. Mai 1730; † 12. September 1807. Laufbahn: 19. Januar 1771 mit Rang vom 3. Juli 1761 Generalmajor, 25. April 1775 mit Rang vom 28. April 1774 Feldmarschalleutnant
- Judas Thaddäus Anton Freiherr von Reischach[3]

* 8. Dezember 1776; † 12. Mai 1839. Laufbahn: 30. April 1815 Generalmajor, 6. November 1830 Feldmarschalleutnant
- Maximilian Reising von Reisinger

† 1. April 1818. Laufbahn: 29. März 1800 mit Rang vom 2. Mai 1800 Generalmajor (Charakter) ehrenhalber
- Franz Thomas Graf von Reising

* ?; † ?. Laufbahn: 24. April 1705 Generalfeldwachtmeister, 17. April 1708 Feldmarschalleutnant; 1710 Abschied
- Franz Wenzel Freiherr Reisky von Dubnitz

† 30. Dezember 1816. Laufbahn: 26. November 1777 mit Rang vom 9. Mai 1777 Generalmajor, 9. Oktober 1787 mit Rang vom 7. Oktober 1787 Feldmarschalleutnant
- Franz Wenzel Freiherr Reisky von Dubnitz

* 20. August 1687;  ⚔ 8./9. März 1741 bei Großglogau. Laufbahn: 27. April 1738 Generalfeldwachtmeister
- Anton Freiherr von Reisner

* 14. Oktober 1749; † 22. Oktober 1822. Laufbahn: 1. September 1805 mit Rang vom 26. Januar 1804 Generalmajor, 1809 Feldmarschalleutnant
- Friedrich Ernst Freiherr von Reitzenstein

† 1. Januar 1739. Laufbahn: 22. Februar 1734 Generalfeldwachtmeister, 1737 Feldmarschalleutnant
- Johann Georg Heinrich Philipp Freiherr von Reitzenstein

* 12. Juli 1723; † 2. Februar 1795. Laufbahn: 8. April 1772 mit Rang vom 8. September 1761 Generalmajor
- Franz Joseph Freiherr von Remchingen

* 17. Oktober 1684; † 20. Januar 1752. Laufbahn: württembergischer Generalmajor; 8. Februar 1736, Generalfeldwachtmeister
- Joseph Franz Freiherr von Renaud

* um 1666; † 8. Mai 1736. Laufbahn: 3. Oktober 1723 Generalfeldwachtmeister, 3. November 1733 Feldmarschalleutnant
- Sigmund Freiherr von Renner

* 6. April 1727; † 28. August 1800. Laufbahn: 10. April 1783 mit Rang vom 26. März 1783 Generalmajor, 1784 im Ruhestand
- Johann Felix Resch von Leewald

* um 1722; † 22. Juli 1802. Laufbahn: 31. Mai 1800 Generalmajor
- Anton Retz

† 12. Juni 1802. Laufbahn: 7. Mai 1800 mit Rang vom 22. Mai 1800 Generalmajor
- Johannes Ernst Freiherr von Reuschenberg zu Setterich, Herr zu Aix und Vienenburg

† 1660. Laufbahn: 18. Januar 1640 kurbayerischer Generalwagenmeister, 26. August 1644 Feldzeugmeister, 30. Januar 1648 bayerischer Feldmarschall; 22. Februar 1648 kaiserlicher Feldmarschall; Okt. 1653 westfälischer Kreis-Obst.
- Heinrich I. Graf Reuß auf Obergreiz

* 3. Mai 1627; † 8./18. März 1681. Laufbahn: 22. März 1676 Generalfeldwachtmeister (Titel)
- Heinrich V. Graf Reuß zu Untergreiz

* 19. April 1645; † 12. Februar 1698. Laufbahn: 14. Juli 1684 Generalfeldwachtmeister (Titel)
- Heinrich XIII. Fürst Reuß-Greiz

* 16. Februar 1747; † 29. Januar 1817. Laufbahn: 28. Juni 1788 mit Rang vom 28. Juni 1788 Generalmajor, 6. Januar 1797 mit Rang vom 2. März 1794 Feldmarschalleutnant, 2. April 1801 mit Rang vom 28. März 1801 Feldzeugmeister, 8. Juli 1816 im Ruhestand
- Heinrich XIV. Fürst Reuß-Greiz

* 6. November 1749; † 12. Februar 1799. Laufbahn: 18. September 1790 Generalmajor, 2. März 1797 mit Rang vom 28. August 1795 Feldmarschalleutnant
- Heinrich XV. Fürst Reuß-Plauen

* 22. Februar 1751; † 30. August 1825. Laufbahn: 29. Mai 1793 Generalmajor, 1. März 1797 mit Rang vom 24. Februar 1797 Feldmarschalleutnant, 18. Mai 1809 Feldzeugmeister, 10. September 1824 Feldmarschall (Charakter) und im Ruhestand
- Anton Freiherr von Révay

* 1753; † 24. Februar 1806. Laufbahn: 29. Oktober 1800 mit Rang vom 12. Januar 1801 Generalmajor
- Christian Detlev Graf von Reventlow

* 21. Juni 1671; † 1. Oktober 1738. Laufbahn: 31. Januar 1700 Generalfeldwachtmeister, 24. April 1704 Feldmarschalleutnant, 12. April 1706 Feldzeugmeister; 1701 dänischer Generalmajor, 1707 General der Infanterie
- Johann Freiherr Reviczky de Revisnye

* ?; † ?. Laufbahn: 22. Oktober 1761 Generalfeldwachtmeister
- Franz von Reyniac

† 21. Februar 1803. Laufbahn: 8. Juni 1794 mit Rang vom 15. Dezember 1794 Generalmajor
- Johann Graf Rhedey von Kis-Rhede

* 1714; † 10. Januar 1768. Laufbahn: 8. Dezember 1760 Generalfeldwachtmeister, 23. September 1767 mit Rang vom 24. Februar 1766 Feldmarschalleutnant
- Thomas Edler von Rheinbach

* ?; † ?. Laufbahn: 20. Juni 1809 Generalmajor und im Ruhestand
- Ferdinand Alexander Freiherr von Rheinsheim

† 28. Januar 1771. Laufbahn: 10. April 1735 Generalfeldwachtmeister, 1754 Feldmarschalleutnant
- Pietro Graf von Ricciardi

* ?; † ?. Laufbahn: 11. September 1690 Generalfeldwachtmeister (Titel)
- Karl Graf von Richecourt und Nay

† 1789. Laufbahn: 19. Januar 1771 mit Rang vom 17. Januar 1765 Generalmajor, 22. Oktober 1778 Feldmarschalleutnant
- Franz Xaver Richter von Binnenthal

* 1768 (1759?); † 11. August 1840. Laufbahn: 18. Mai 1809 Generalmajor, 2. September 1813 Feldmarschalleutnant, 8. Februar 1836 Feldzeugmeister (Charakter) ehrenhalber und im Ruhestand
- Joseph von Richter

† 21. Januar 1832. Laufbahn: 1. September 1805 mit Rang vom 23. März 1805 Generalmajor, 7. Oktober 1815 im Ruhestand
- Freiherr Joseph Heinrich von Ried

* 1720; † 11. September 1779. Laufbahn: 24. August 1758 Generalfeldwachtmeister, 31. März 1762 Feldmarschalleutnant, 1. Mai 1773 mit Rang vom 24. August 1770 Feldzeugmeister
- Wilhelm Georg von Ried

† 13. Januar 1792. Laufbahn: 19. November 1783 mit Rang vom 8. November 1783 Generalmajor
- Wilhelm Freiherr Riedesel von Eisenbach

* 1736; † 20. August 1798. Laufbahn: 30. September 1786 mit Rang vom 30. September 1786 Generalmajor
- Georg Friedrich Freiherr von Riedesel zu Eisenbach

* 11. Oktober 1708; † 5. Februar 1790. Laufbahn: 27. (24.?) April 1758 mit Rang vom 9. Januar 1757 Generalfeldwachtmeister
- Johann Volpert Freiherr von Riedesel zu Eisenbach

* 17. Dezember 1696; † 13. Oktober 1757. Laufbahn: 21. April 1737 Generalfeldwachtmeister; 8. Dezember 1740 preußischer Generalmajor, 16. September 1742 Generalleutnant
- Karl Riera von Rittersheim

† 25. April 1816. Laufbahn: 6. März 1800 mit Rang vom 13. März 1800 Generalmajor und im Ruhestand
- Graf Johann Siegmund von Riesch

* 2. August 1750; † 2. November 1821. Laufbahn: 3. Juli 1793 mit Rang vom 23. September 1791 Generalmajor, 4. März 1796 mit Rang vom 10. Januar 1796 Feldmarschalleutnant, 6. September 1808 General der Kavallerie, September 1810 im Ruhestand
- Franz Karl Freiherr von Riesse

* 1721; † 20. Mai 1786. Laufbahn: 30. Juni 1763 mit Rang vom 12. Juni 1759 Generalfeldwachtmeister, 1. Mai 1773 mit Rang vom 25. Juni 1767 Feldmarschalleutnant, 15. Februar 1786 mit Rang vom 22. Januar 1785 Feldzeugmeister
- Friedrich Freiherr von Riese

† 17. September 1833. Laufbahn: 15. August 1808 Generalmajor, 1809 a. D.
- Karl Freiherr von Riese

† 8. September 1806. Laufbahn: 27. Februar 1793 Generalmajor, 4. März 1796 mit Rang vom 7. Januar 1796 Feldmarschalleutnant
- von Rindsmaul

* ?; † ?. Laufbahn: 21. September 1695 Generalfeldwachtmeister (Titel)
- Christian Heinrich Georg Graf von Rindsmaul

* 23. April 1726 (13. April 1725?);  † 7. November 1799. Laufbahn: 1. Mai 1773 mit Rang vom 24. November 1768 Generalmajor
- Wolfgang Graf von Rindsmaul

* um 1721; † 8./10. März 1786. Laufbahn: 19. Januar 1771 mit Rang vom 20. Januar 1765 Generalmajor
- Georg von Ringelsheim

† 22. August 1811. Laufbahn: 22. Juli 1809 Generalmajor, 1809 im Ruhestand
- Ludwig Rudolph Freiherr von Ripke[4]

* 1723; † 4. Februar 1796. Laufbahn: 26. Juni 1773 Generalmajor
- Karl Ludwig von Birago, Graf von Roccavione

* 1657; † 10. November 1710. Laufbahn: 21. April 1704 Generalfeldwachtmeister, 12. August 1707 mit Rang vom 8. Januar 1706 Feldmarschalleutnant
- Peter Philipp Freiherr Bechard von Rochepine

* um 1694; † 18. März 1776. Laufbahn: 22. August 1753 Generalfeldwachtmeister, 21. Juli 1758 mit Rang vom 20. Mai 1757 Feldmarschalleutnant
- Moritz August Freiherr von Rochow

* 28. Juni 1609; † 25. August 1653. Laufbahn: 1651 Generalfeldwachtmeister
- Andreas Roditzky von Sipp

* 20. November 1752; † 17. Mai (März?) 1835. Laufbahn: 15. Juli 1812 Generalmajor, ... Feldmarschalleutnant, 4. November 1822 im Ruhestand
- Karl Rodiczky von Sipp

* 1787;  † 29. Juli 1845.  Laufbahn: 1835 General-Major, 13. Januar 1845 Feldmarschalleutnant
- Wenzel Ignaz Freiherr Rodowsky von Hustirzan

* um 1675; † 1749. Laufbahn: 5. Januar 1734 Generalfeldwachtmeister, 1744 Feldmarschalleutnant (?)
- Anton Egbert Franz Freiherr von Rodt

* 27. Juli 1710; † 1768. Laufbahn: schwäbischer Feldmarschalleutnant; 22. Oktober 1756 k.k. Generalfeldwachtmeister
- Franz Christoph Reichsfreiherr von Rodt, Herr zu Bußmannshausen und Orsenhausen

* 24. März 1671 (21. März 1670?); † 20./21. März 1743. Laufbahn: 1709 schwäbischer Generalwagenmeister, 1710 Feldmarschalleutnant; 14. Oktober 1716 kaiserlicher Feldmarschalleutnant, 15. März 1734 Feldzeugmeister
- Franz von Roë

† 28. März 1801. Laufbahn: 6. September 1796 mit Rang vom 31. Mai 1796 Generalmajor, 1800 im Ruhestand
- Franz Anton Joseph Graf von Rogendorf

* 1707; † 3(1). Mai 1781/82. Laufbahn: 4. Juni 1742 Generalfeldwachtmeister, 1754 mit Rang vom 16. Juli 1752 Feldmarschalleutnant
- Franz Rogoisky von Rohozník

† 7. Mai 1810. Laufbahn: 25. Februar 1795 mit Rang vom 1. Juni 1794 Generalmajor, Februar 1800 im Ruhestand
- Victor-Louis-Mériadec Fürst von Rohan-Guémenée, Duc de Montbazon et de Bouillon

* 20. Juli 1766; † 10. Dezember 1846. Laufbahn: 23. Januar 1801 mit Rang vom 13. Februar 1801 Generalmajor, 4. Mai 1809 Feldmarschalleutnant, 1810 quittiert
- Karl Alain Gabriel Fürst von Rohan-Guémenée, Duc de Montbazon

* 18. Januar 1764; † 24. April 1836. Laufbahn: 29. Oktober 1800 mit Rang vom 18. Januar 1801 Generalmajor, 2. September 1807 Feldmarschalleutnant (Charakter) ehrenhalber, 1815 quittiert
- Louis-Jules-Armand Fürst von Rohan-Guémenée

* 20. Oktober 1768; † 13. Januar 1836. Laufbahn: 6. Dezember 1800 mit Rang vom 10. Februar 1801 Generalmajor
- David Ludwig von Rohr

† 30. Juni 1719 (verwundet bei Francavilla). Laufbahn: 25. Mai 1717 Generalfeldwachtmeister
- Karl Freiherr von Röhren

† 1790. Laufbahn: 10. November 1788 mit Rang vom 18. November 1788 Generalmajor
- Franz Freiherr von Rollin

† 7. Januar 1812. Laufbahn: 6. März 1792 Generalmajor, 12. Mai 1796 mit Rang vom 18. November 1795 Feldmarschalleutnant
- Karl Joachim Freiherr von Römer

* 1672; ⚔ 10. April 1741 bei Mollwitz. Laufbahn: 25. Januar 1734 Generalfeldwachtmeister, 25. April 1737 Feldmarschalleutnant, 19. März 1741 General der Kavallerie ohne Patent
- Johann Albrecht Howora, Graf von Ronow und Biberstein

* 17. Januar 1662; † 10. August 1706. Laufbahn: 7. Mai 1704 Generalfeldwachtmeister
- Andreas Nikolaus Freiherr von Roos

~ 30. April 1745; † 4. Februar 1814. Laufbahn: 17. März 1797 mit Rang vom 4. Mai 1797 Generalmajor, 1. September 1805 mit Rang vom 10. September 1805 Feldmarschalleutnant, 27. April 1813 Feldzeugmeister und im Ruhestand
- Karl Freiherr von Roschowsky

† 12. November 1808. Laufbahn: 29. Oktober 1800 mit Rang vom 27. November 1800 Generalmajor
- Erich Dietrich Freiherr von Rosen

1. Februar 1650; † 5. November 1701, Laufbahn: venezianischer und kursächsischer General; 8. Januar 1684 Generalfeldwachtmeister (Titel); 1696 Feldmarschalleutnant (?)
- Franz Seraphicus Fürst von Orsini und Rosenberg

* 18. Oktober 1761; † 4. August 1832. Laufbahn: 18. September 1796 mit Rang vom 28. September 1796 Generalmajor, 3. Januar 1801 mit Rang vom 7. Januar 1801 Feldmarschalleutnant, 29. April 1814 General der Kavallerie, 30. August 1830 im Ruhestand
- Wilhelm Freiherr von Rosenberg

† 20. November 1801. Laufbahn: 3. Januar 1792 mit Rang vom 21. Oktober 1791 Generalmajor
- Ignaz Sigismund Freiherr de Rosin d’Oresil

* 1725; † 22. Juli 1775. Laufbahn: 1. Mai 1771 Generalmajor
- Johann Karl Freiherr Ross von Rosenbach

† 19. Juni 1800. Laufbahn: 18. Oktober 1786 mit Rang vom 15. Oktober 1786 Generalmajor
- Gerhard Ritter von Rosselmini

† 19. November 1796. Laufbahn: 1794 Generalmajor (vielleicht 24. Februar 1794 mit Rang vom 20. Februar 1794?)
- Johann Gaudenz Graf von Rost

* 4. September 1664; † 14. Januar 1748. Laufbahn: 3. Juni 1716 Generalfeldwachtmeister, 7. Juli 1731 Feldmarschalleutnant
- Ignaz Rosty von Barkócz

* um 1737; † 3. September 1803. Laufbahn: 12. Februar 1790 Generalmajor, März 1803 mit Rang vom 24. Mai 1803 Feldmarschalleutnant
- Johann Alexander Freiherr von Rotenhan zu Merzbach

* 25. April 1657; † 14. März 1720. Laufbahn: 15. Mai 1716 Generalfeldwachtmeister
- Georg Freiherr Roth von Pongyelok

* 1726; † 26. August 1799. Laufbahn: 23. Februar 1788 mit Rang vom 17. Februar 1788 Generalmajor
- Joseph Freiherr von Roth

† 12. Dezember 1772. Laufbahn: 23. Oktober 1758 mit Rang vom 24. Januar 1758 Generalfeldwachtmeister, 19. Januar 1771 mit Rang vom 4. Oktober 1766 Feldmarschalleutnant
- Joseph von Roth

* 22. April 1741; † 26. Februar 1824 (1821?). Laufbahn: 29. Dezember 1793 mit Rang vom 20. Dezember 1793 Generalmajor
- Konstantin von Roth

* ?; † ?. Laufbahn: 1796 Generalmajor
- Wilhelm Moritz Freiherr von Roth

† Anfang Juli 1747. Laufbahn: 8. Juni 1741 Generalfeldwachtmeister, 8. Oktober 1745 Feldmarschalleutnant
- Graf Leopold von Rothkirch und Panthen

* 1. Februar 1769; † 29. März 1839. Laufbahn: 24. Mai 1809 Generalmajor, 30. April 1815 Feldmarschalleutnant
- Georg Heinrich Sigismund Freiherr von Rothschütz

* 1730; † 14. Juli 1775. Laufbahn: 19. Januar 1771 mit Rang vom 26. Januar 1765 Generalmajor
- Franz Freiherr von Rottenberg

† 7. Dezember 1812. Laufbahn: 3. Januar 1782 Generalmajor (Charakter) und im Ruhestand
- Heinrich Graf von Rottermund

† 5. Januar 1815. Laufbahn: 20. Januar 1804 mit Rang vom 17. Dezember 1802 Generalmajor, 24. Mai 1809 Feldmarschalleutnant
- A. von Rottern

† 1754. Laufbahn: 28. November 1745 Generalfeldwachtmeister
- Jean de Rottigny

† 1791. Laufbahn: 13. September 1789 mit Rang vom 25. August 1789 Generalmajor
- Camillo Gilberto Freiherr von Rougier

* ?: † ?. Laufbahn: italienischer Brigadegeneral; 2. Juli 1814 k.k. Generalmajor, 20. September 1830 Feldmarschalleutnant, 1. April 1835 im Ruhestand
- Franz Rousseau d'Heriamont

† 15. Februar 1835. Laufbahn: 2. Oktober 1799 Generalmajor, 1. Januar 1806 im Ruhestand
- Franz Ludwig Ritter Rousseau von Happancourt

† 16. Januar 1853. Laufbahn: 28. März 1813 Generalmajor, 7. Oktober 1815 im Ruhestand
- Nicolas-François Vicomte Roussel d'Hurbal

* 7. September 1763; † 25. März 1849. Laufbahn: 31. Juli 1811 Général de brigade, Ende Mai 1811 den Dienst quittiert; 1. Dezember 1813 Général de division
- von Routaerd

† 1755. Laufbahn: 16. Mai 1726 Generalfeldwachtmeister, 10. Dezember 1733 Feldmarschalleutnant
- Johann Georg Karl Freiherr von Rouvroy

* 11. Januar 1754; † 15. November 1816. Laufbahn: 1. März 1797 mit Rang vom 1. Februar 1797 Generalmajor, 29. Oktober 1800 mit Rang vom 28. Oktober 1800 Feldmarschalleutnant
- Johann Theodor Freiherr von Rouvroy

* 15. März 1728; † 30. September 1789. Laufbahn: 6. März 1763 mit Rang vom 30. März 1761 Generalfeldwachtmeister, 25. April 1775 mit Rang vom 7. Januar 1768 Feldmarschalleutnant, 8. September 1787 mit Rang vom 30. August 1787 Feldzeugmeister
- Jean-Baptiste-André-Isidore Comte Ruault de La Bonnerie

* 4. Februar 1744; † 14. Mai 1818. Laufbahn: 20. August 1792 französischer Maréchal de camp; 22. März 1804 mit Rang vom 23. Dezember 1802 k.k. Generalmajor, August 1798 (!) im Ruhestand
- Don José Antonio de Rubí y de Boixadors, Marqués de Rubí

* 14. Mai 1669; † 1740/41. Laufbahn: spanischer General; 15. April 1717 kaiserlicher Feldzeugmeister, 29. Oktober 1723 Feldmarschall
- Rudolf Freiherr von Rudolphin

† 1726?. Laufbahn: 15. Oktober 1723 Generalfeldwachtmeister
- Karl Freiherr Rüdt von Collenberg

* 18. Juni 1756; † 24. September 1800. Laufbahn: 6. September 1800 Generalmajor
- Joseph von Rüffer

* 13. Dezember 1753; † 10. September 1811. Laufbahn: 1806 mit Rang vom 28. April 1805 Generalmajor, 1809 im Ruhestand
- Joseph Chevalier Ruiz de Rojas

* um 1759; † 10. Juni 1844. Laufbahn: 17. Juni 1809 Generalmajor, 1809 im Ruhestand
- Mathias Freiherr Rukavina von Bonyograd

* 1737; † 3. Mai 1817. Laufbahn: 1. Mai 1795 mit Rang vom 9. März 1794 Generalmajor, 10. April 1801 Rv. 8. April 1801 Feldmarschalleutnant, 1804 im Ruhestand
- Kaspar Freiherr Rummel von Waldau

* ?; † ?. Laufbahn: 27. Februar 1769 mit Rang vom 18. August 1759 Generalfeldwachtmeister
- Franz Ignaz Graf von Rumpf

† 24. Januar 1745. Laufbahn: 21. November 1733 Generalfeldwachtmeister, 23. Januar 1741 Feldmarschalleutnant
- Joseph Rupp

† 15. Dezember 1806. Laufbahn: 1806 mit Rang vom 26. April 1805 Generalmajor
- Joseph Anton Freiherr Russo von Aspernbrand

* 6. Juli 1751; † 25. Mai 1840. Laufbahn: 5. Dezember 1813 Generalmajor, 21. März 1827 Feldmarschalleutnant, 13. Juni 1834 Feldzeugmeister (Charakter) ehrenhalber und im Ruhestand
- Johann Edmund Graf von Ruttant

* 1737; † 19. Juli 1797. Laufbahn: 10. April 1783 mit Rang vom 16. März 1783 Generalmajor
- von Rzewusky

† 1785. Laufbahn: 25. Oktober 1783 Generalmajor
- Ferdinand Freiherr von Rziczan

* 1. September 1738; † 29. März 1817. Laufbahn: 23. September 1796 mit Rang vom 25. Februar 1794 Generalmajor, 1801 im Ruhestand
- Johann Karl Freiherr von Rziczan

† 1724. Laufbahn: 8. März 1703 Generalfeldwachtmeister, 2. Mai 1716 Feldmarschalleutnant
- Johann Wilhelm Freiherr Rzikowsky von Dobrzitz

* ?; † ?. Laufbahn: 1. Juli 1752 Generalfeldwachtmeister